# Hermann Hauser (Gitarrenbauer)

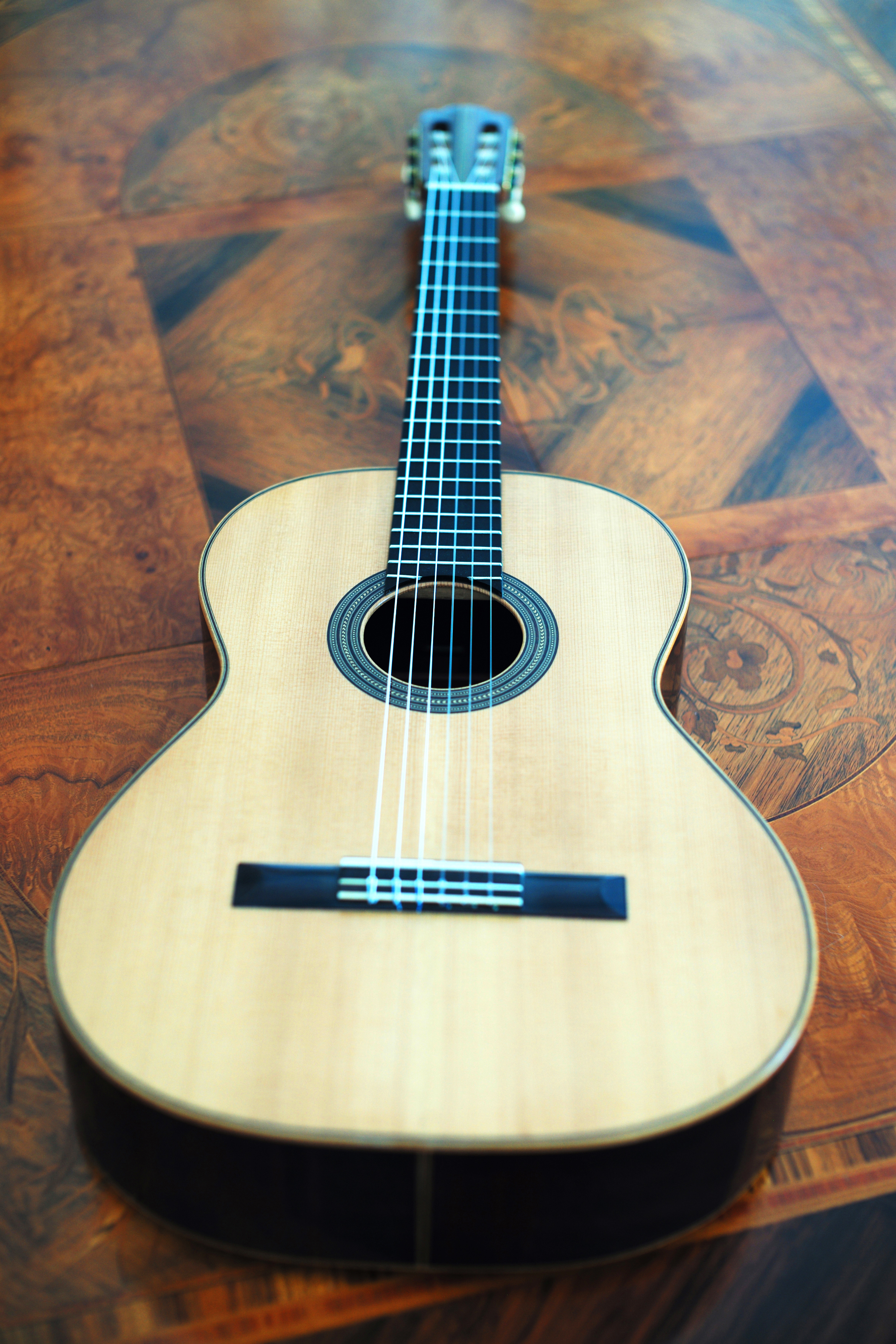
Gitarre von Hermann Hauser I, 1936

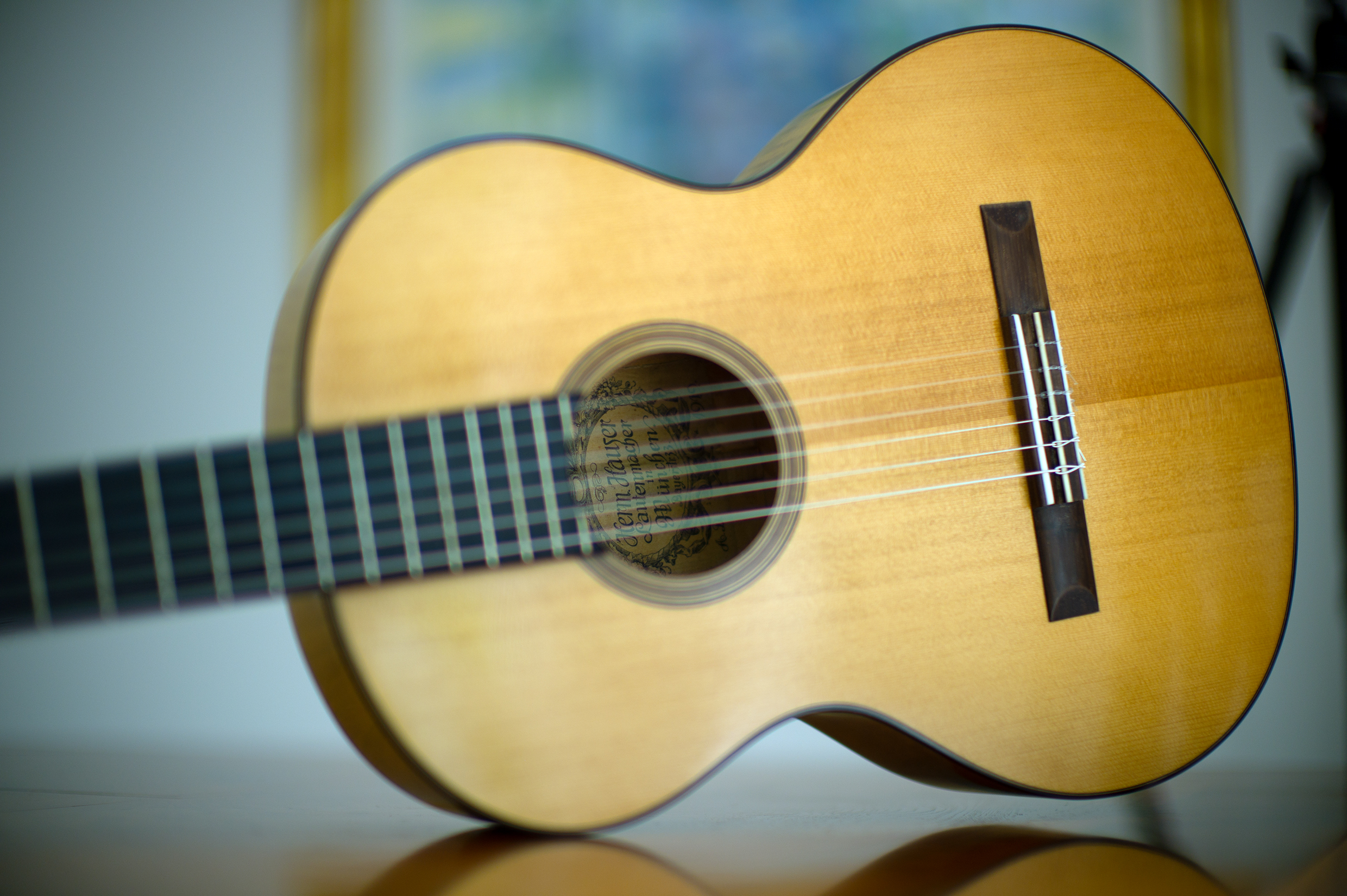
Gitarre von Hermann Hauser I, 1919

Hermann Hauser I (* 28. Dezember 1882 in Erding; † 18. Oktober 1952 in Reisbach) war ein süddeutscher Gitarrenbauer und Gitarrist.

## Leben
Sein Vater Josef Hauser baute ab 1875 in seiner Werkstatt Zithern, Gitarren und Geigen und betätigte sich auch als Musikalienhändler und Zithernkomponist. Hermann Hauser I begann als Schüler seines Vaters zunächst Zithern zu bauen. Wie seine ältere Schwester Marie, die als Lauten- und Gitarrenlehrerin tätig wurde, erhielt Hermann Hauser I seine musikalische Ausbildung von dem Münchener Kammervirtuosen Josef Wimmer. Ab 1909 war Hauser als Mitglied der „Gitarristischen Vereinigung München“ in der gitarristischen Bewegung aktiv. 1922–1926 bildete Hauser I (1. Terzgitarre) mit Fritz Buek (2. Terzgitarre), Mela Feuerlein (Primgitarre) und Hans Tempel (Quintbassgitarre) das Münchner Gitarrenquartett.
Als Gitarrenbauer und Zithernbauer arbeitete Hermann Hauser I zunächst fünf Jahre in München bei Braun & Hauser, der Folgefirma des vom Vater verkauften Geschäfts. Einen gewissen Bekanntheitsgrad erreichte Hauser, als der bekannte spanische Gitarrist Miguel Llobet seit seinem Besuch in München 1913 mit einer Hauser-Gitarre spielte.
Der wirtschaftliche Erfolg durch den Verkauf seiner Gitarren und Zithern ermöglichte es Hermann Hauser I, 1921 die Firma Max Amberger zu erwerben, deren Zithern von ihm weiterhin gebaut wurden.
Zu seinem eigenen Stil im Gitarrenbau hatte Hermann Hauser I gefunden, indem er sich an den Konstruktionen und der Bautechnik spanischer Gitarren wie von Antonio de Torres orientierte und diese um seine Erkenntnisse weiterentwickelte. Zwischen 1920 und 1930 entwickelte er patentierte Neuerungen im Bereich der Deckenkonstruktionen sowie Neuerungen im Bereich der Hals-Korpusverbindungen.
1934 besuchte ihn Andrés Segovia in München. Segovia war sofort beeindruckt von der Qualität von Hausers Arbeit. Segovia erinnerte sich nach dem Tod Hausers, dass „er sofort das Potenzial dieses großen Kunsthandwerkers erkannte, wenn er doch nur sein Können auf die Konstruktion der Gitarre nach spanischen Vorlagen, wie von Torres und Ramirez festgelegt, übertragen würde, wie es beispielsweise schon bei Violinen von Stradivari und Guarneri durchgeführt werde.“ Segovia ermutigte Hauser, basierend auf seiner Manuel Ramírez-Gitarre aus dem Jahr 1912 (gebaut von Santos Hernandez) Instrumente zu bauen. Nachdem er dieses Instrument untersucht und vermessen hatte, hatte Hauser zudem die Gelegenheit, Miguel Llobets berühmte Gitarre von de Torres aus dem Jahr 1859 zu untersuchen, die auch einen entscheidenden Einfluss auf das Heranreifen des „Hauser Stils“ hatte.
1930 war sein Sohn Hermann Hauser II in die Werkstatt eingetreten, im Zuge der mehrjährigen Zusammenarbeit zwischen Vater und Sohn wurden alle Instrumente von Hermann Hauser Senior signiert. Ab 1937 wechselte der spanische Gitarrist Andrés Segovia von seiner Manuel Ramírez- zu einer Hermann Hauser-Gitarre, was den internationalen Durchbruch der Marke „Hermann Hauser“ begründete. Der britische Gitarrist und Lautenspieler Julian Bream spielte Hermann Hauser I-Gitarren aus den Jahren 1936 und 1947 sowie um 1960 eine Hauser-Gitarre von Hermann Hauser II.
Nachdem Hermann Hausers Ehefrau Emma im Jahr 1943 gestorben war, übernahm er bis 1944 die von ihr in München gegründete Saitenspinnerei. 1946 zog der an Asthma erkrankte Hauser aus dem kriegszerstörten München ins niederbayerische Reisbach, wo er seine zweite Frau, Karolina Felizitas, heiratete.
Nach dem Tod von Hermann Hauser I im Jahr 1952 traten sein Sohn Hermann Hauser II (1911–1988) und später sein Enkel Hermann Hauser III (* 1958) seine Nachfolge an. Seit 2010 ist die Tochter von Hermann Hauser III, Kathrin Hauser (* 1982), ebenfalls als Gitarrenbauerin in der Reisbacher Werkstatt tätig.

## Vermächtnis
Der Wissenschaftler Karl Huber schrieb 1995: „Schließlich und hauptsächlich aber ist es dem Zusammentreffen der spanischen Virtuosen Llobet und Segovia mit dem Münchener Gitarrenbauer Hermann Hauser (I) zu verdanken, dass die Torres-Gitarre zum Prototyp der heutigen Bauweise der Konzertgitarre werden konnte.“
Die Hermann Hauser I Gitarre, die Andrés Segovia von 1937 bis 1962 spielte, ist im Metropolitan Museum of Art in New York City zu sehen.
Hermann Hauser III gründete 2005 zusammen mit dem Münchner Unternehmer und Musikproduzenten Klaus Wolfgang Wildner die Stiftung des bürgerlichen Rechts „Hermann Hauser Guitar Foundation“; der Name dieser international tätigen Kulturstiftung geht zurück auf Hermann Hauser I.